# WTA Taipeh
Das WTA-Turnier von Taipeh (offiziell: Taiwan Open) ist ein ehemaliges Damen-Tennisturnier der WTA Tour, das in Taiwans Hauptstadt Taipeh ausgetragen wurde.
Seit 2017 wurde wieder ein WTA-Turnier in der Hauptstadt ausgetragen, das zuvor in Kaohsiung stattfand. Im ersten Jahr der Wiederaufnahme wurde in der Taipei Arena gespielt, die eine Kapazität von 15.000 Sitzplätzen bot. Im Folgejahr ging man ins Taipei Heping Basketball Gymnasium.
2019 wechselte die Turnierlizenz nach Hua Hin.

## Siegerliste

### Einzel
| Jahr                                                    | Siegerin        | Finalgegnerin     | Ergebnis      |
| ------------------------------------------------------- | --------------- | ----------------- | ------------- |
| 1986                                                    | Patricia Hy     | Adriana Villagrán | 6:7, 6:2, 6:3 |
| 1987                                                    | Anne Minter     | Claudia Porwik    | 6:4, 6:1      |
| ↓ Kategorie: Tier V ↓                                   |                 |                   |               |
| 1988                                                    | Stephanie Rehe  | Brenda Schultz    | 6:4, 6:4      |
| 1989                                                    | Anne Minter     | Cammy MacGregor   | 6:1, 4:6, 6:2 |
| 1990 und 1991 fand in Taipeh kein WTA-Turnier statt     |                 |                   |               |
| 1992                                                    | Shaun Stafford  | Ann Grossman      | 6:1, 6:3      |
| ↓ Kategorie: Tier IV ↓                                  |                 |                   |               |
| 1993                                                    | Wang Shi-ting   | Linda Harvey-Wild | 6:1, 7:64     |
| 1994                                                    | Wang Shi-ting   | Kyoko Nagatsuka   | 6:1, 6:3      |
| von 1995 bis 2016 fand in Taipeh kein WTA-Turnier statt |                 |                   |               |
| ↓ Kategorie: International ↓                            |                 |                   |               |
| 2017                                                    | Elina Switolina | Peng Shuai        | 6:3, 6:2      |
| 2018                                                    | Tímea Babos     | Kateryna Koslowa  | 7:5, 6:1      |

### Doppel
| Jahr                                                    | Siegerinnen                             | Finalgegnerinnen                  | Ergebnis      |
| ------------------------------------------------------- | --------------------------------------- | --------------------------------- | ------------- |
| 1986                                                    | Lea Antonoplis Barbara Gerken           | Gigi Fernández Susan Leo          | 6:1, 6:2      |
| 1987                                                    | Cammy MacGregor Cynthia MacGregor       | Sandy Collins Sharon Walsh-Pete   | 7:6, 5:7, 6:4 |
| ↓ Kategorie: Tier V ↓                                   |                                         |                                   |               |
| 1988                                                    | Patty Fendick Ann Henricksson           | Belinda Cordwell Julie Richardson | 6:2, 2:6, 6:2 |
| 1989                                                    | Maria Lindström Heather Ludloff         | Cecillia Dahlman Nana Miyagi      | 4:6, 7:5, 6:3 |
| 1990 und 1991 fand in Taipeh kein WTA-Turnier statt     |                                         |                                   |               |
| 1992                                                    | Jo-Anne Faull Julie Richardson          | Amanda Coetzer Cammy MacGregor    | 3:6, 6:3, 6:2 |
| ↓ Kategorie: Tier IV ↓                                  |                                         |                                   |               |
| 1993                                                    | Yayuk Basuki Nana Miyagi                | Jo-Anne Faull Kristine Radford    | 6:4, 6:2      |
| 1994                                                    | Michelle Jaggard-Lai Rene Simpson-Alter | Nancy Feber Alexandra Fusai       | 6:0, 7:610    |
| von 1995 bis 2016 fand in Taipeh kein WTA-Turnier statt |                                         |                                   |               |
| ↓ Kategorie: International ↓                            |                                         |                                   |               |
| 2017                                                    | Chan Hao-ching Chan Yung-jan            | Lucie Hradecká Kateřina Siniaková | 6:4, 6:2      |
| 2018                                                    | Duan Yingying Wang Yafan                | Nao Hibino Oksana Kalaschnikowa   | 7:64, 7:65    |